# Alois Erhardt

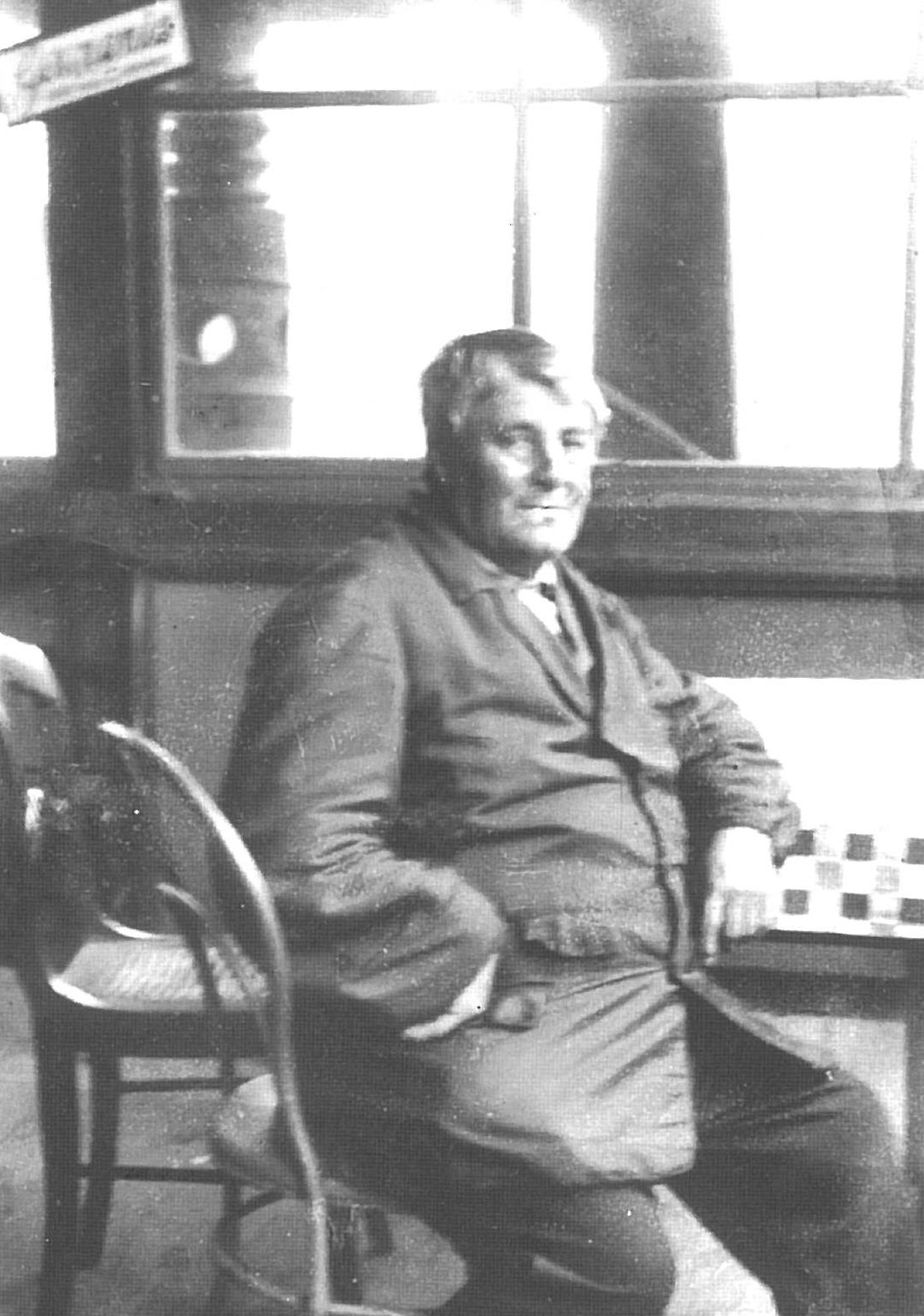
Alois Erhardt (1895)

Alois Erhardt (* 24. Februar 1827 in Bamberg; † 1902 ebenda) war ein deutscher Fotograf.

## Leben
Erhardt wird als uneheliches Kind einer Wäscherin und eines Mechanikers geboren und auf den Namen Elisabetha getauft.
Die Jahre 1837 bis 1838 verbringt das Kind im Waisenhaus und bei Pflegeeltern. Erst 1838 wird sein wirkliches Geschlecht entdeckt und es erfolgt eine Umbenennung auf Alois.
Alois Erhardt erlernt das Schneiderhandwerk und geht nach der Lehre auf Wanderschaft. Er absolviert die Gewerbeschule und muss wegen Untauglichkeit keinen Militärdienst leisten. Er lebt von Gelegenheitsarbeiten und zeigt reges Interesse an technischen Neuerungen.
So beschäftigt er sich ab 1856 auch mit der Fotografie.
1859 bittet er den Magistrat der Stadt, eine 29-jährige Porzellanmalerstochter heiraten zu dürfen, mit der er bereits ein Kind hat. Die Ehe hält bis zum Jahr 1867. Geboren werden 1863 noch ein Junge und 1866 ein Mädchen. Unter welchen Umständen das Paar in dieser Zeit lebt, und wo, ist unbekannt.
Der Stadt Bamberg geht es zu dieser Zeit wirtschaftlich gut. 1869 beschließt der Bamberger Magistrat die Anlage eines Albums der abzureißenden Gebäude. Dieser Beschluss wird aber erst drei Jahre später umgesetzt. Den Auftrag erhält Alois Erhardt, der im Rechtsrat Josef Herd einen besonderen Förderer hat. Herd kommentiert auch die Fotografien auf der Rückseite.
Die städtischen Aufträge reichen jedoch nicht aus, den Lebensunterhalt zu bestreiten. So sucht Erhardt immer wieder um städtische Darlehen nach.

## Werk
Alois Erhardt dokumentiert die Entwicklung der Stadt in den Gründerjahren bis zu seinem Tod im Jahr 1902. Es folgt hier eine Auswahl seiner Bilder, die den Wandel verdeutlichen soll.
|  | Gabelmann am Grünen Markt 1871–72                               |
|  | Leinritt von der Regnitz aus gesehen 1880                       |
|  | Neues Gymnasium (heute Franz-Ludwig-Gymnasium) im Bau 1890      |
|  | ehemalige Langgasskaserne und Weinwirtschaft Messerschmitt 1892 |
|  | abzureißendes Gebäude in der Altenburger Straße 1894            |
|  | abzureißendes Gebäude in der Egelseestraße 1895                 |